# Pápa–Csorna-vasútvonal
A Dunántúl északi részén, a Rábaközben található Pápa–Csorna vasútvonal a GYSEV 14-es számú vonala. Elsősorban az Esterházy család birtokán és a környéken lévő uradalmakban termelt gabona, cukorrépa és faáru nagyobb városokba szállítása miatt épült. A 20. század második felében a közúti áruszállítás erősödésével a személyszállítás vált jellemzővé a vasútvonalon.
A Gazdasági és Közlekedési Minisztérium a személyszállítást 2007. március 4-től szüneteltette, de a teherforgalom a vonal Szany–Rábaszentandrás–Csorna szakaszán megmaradt. 2010. július 4-én a vasútvonalon újból megindult a személyszállítás is. GYSEV átvette a vonal üzemeltetését 2025.07.01-től.
A vasútvonal a buszjáratokhoz képest gyorsabb menetidejű eljutást biztosít az érintett települések között, mindezt kedvezőbb tarifával. Mind Csornán, mint Pápán átszállási lehetőség van Győr felé, emellett Csornán átszállási lehetőség van Sopron, Szombathely és Hegyeshalom irányába, Pápán pedig Celldömölk–Tapolca–Keszthely–Fonyód–Kaposvár–Pécs irányába is. Szintén fontos előny a buszokhoz képest a kerékpárszállítás lehetősége, ráadásul ingyenesen.
A Pápa–Csorna-vasútvonal menetrendje innen érhető el.

## A vonal története
A pápa–csornai helyiérdekű vasúton 1896. augusztus 1-jén indult útjára az első vonat. A vicinális építésének engedélyét Lindheim Ernő nyerte, az építés költségeit a környező vármegyék, a települések és az Eszterházy-uradalom állta. A helyiérdekű vasutaknál megszokott módon a pálya igen csekély teherbírású volt: az „i” sínekkel épült, kavicságyazatú pályán az engedélyezett sebesség mindössze 35 km/h volt. A vonalon öt állomás működött: Rábapordány, Egyed-Rábacsanak, Szany-Szentandrás, Marcaltő, Ihász), továbbá Egyeden épült az uradalom számára egy saját célú rakodóhely is, később itt létesült az Emma major megállóhely.
A vonal több állomásához csatlakozott akkoriban kisvasút: a Varjas-féle lóvasút a kisacsádi pusztát, az Eszterházy-féle kisvasút az ihászi majorság központját kötötte össze az ihászi állomással. Az egyedi rakodóra vezető kisvasút a közeli uradalmat szolgálta ki, a Soós-féle rábapordányi vonal pedig vélhetően a mai termelőszövetkezet telepére vezetett.
A vonal felvételi épületei a HÉV-típustervek szerint épültek: Rábapordányban, Egyed-Rábacsanakon és Marcaltőn III. osztályú, Szany-Szentandráson II. osztályú felvételi épület, Ihászon pedig egy váróteremmel kibővített őrház épült. Az egyszerű vonalőrház bővítésével jött létre 1968-ban a Felsőgörzsöny (később Nemesgörzsöny) megállóhely felvételi épülete is. A háborúban Marcaltő felvételi épülete elpusztult, ezért a helyén 1946-ban újat emeltek. Egyed-Rábacsanakon a 90-es évek során, egy tűzvész következtében semmisült meg az állomási épület emeleti része, a maradék épület hátsó részét 2009 tavaszán bontották el.
A személyforgalmat a vonal „hőskorában” – a vicinálisok többségéhez hasonlóan – 3 pár vegyesvonattal szolgálták ki, - a korabeli közúti viszonyokhoz képest - igen alacsony menetidővel. A 377-es gőzmozdonyokat 275-ösök és 376-osok váltották fel, a dízelesítés a 70-es évek közepén történt meg. Ekkortól a személyforgalom feladatait AB és ABY motorkocsikkal oldották meg, amelyek jellegzetesen egy-két mellékkocsival közlekedtek, a teherforgalmat pedig Kisdácsiákkal (M43-as mozdonyokkal) bonyolították le. A vonalon a nyolcvanas évek végén jelentek meg a csehszlovák gyártmányú Bzmot-motorkocsik. Ezek eleinte szintén mellékkocsikkal jártak, ám a forgalom csökkenése miatt a kilencvenes évek közepétől már a szólóüzem vált jellemzővé. A rendszerváltást követő visszaesés után a felújított pálya és az új vonatok révén a személyforgalom ismét növekedésnek indult, de a csornai körüljárás nehézségei miatt mellékkocsit ezután is ritkán osztottak be a vonalra.
A menetidő közelmúltbeli jelentős javulását az tette lehetővé, hogy az infrastruktúrát 1987-től kezdve fokozatosan átépítették: az „i” és „c” sínrendszerű, faaljas, kavicságyazatú pálya felépítményét zúzottköves, vasbetonaljas, 48 kg/fm sínrendszerű felépítményre cserélték. A felépítménycserét követően, a Rába körzetében elhelyezkedő műtárgyak, hidak kivételével, a pályasebesség végig 60 km/h-ra emelkedett. A vonalon bevezették a MEFI rendszert is, ami során a vonal két állomásán gázfűtéses, rugós váltókat építettek be, így ott személyzet nélkül is lebonyolíthatóvá váltak a vonatkeresztezések. Az engedélykérést a jegyvizsgálók végezték az állomások falán elhelyezett pályatelefonok segítségével. Az utolsó 4 kilométernyi pálya Szany és Marcaltő között 1998-ban épült át 48 kg/fm sínrendszerre.

## A pálya állapota
A VPE (Vasúti Pályakapacitás Elosztó Kft.) menetvonalak kiadásához szükséges kimutatása a szakaszok sebességéről és tengelyterheléséről. 
| Kezdőpont             | Végpont               | Táv (km) | Sebesség (km/h) | Teng. terh. (t) |
| --------------------- | --------------------- | -------- | --------------- | --------------- |
| Pápa                  | Szany-Rábaszentandrás | 17,723   | 20/60           | 12              |
| Szany-Rábaszentandrás | Csorna                | 18,743   | 60              | 12              |

## A vonalbezárás megideologizálására felhozott ürügyek
A rossz menetrend miatt a vasútvonalat kevés utas vette igénybe. A személyvonatok időbeli elosztása sem volt megfelelő, különösen a diákok számára nem tudott a vasút megfelelő alternatívát kínálni. 2007. március 3-a előtt Csornára például csak 6:21-kor és 9:37-kor érkezett vonat Pápa felől, így nem csak azok számára volt ez előnytelen, akik Győrbe ingáztak volna, hanem azok a diákok is hosszú várakozásra kényszerültek, akik Csornára jártak tanulni. Természetesen ez vonatkozik azon ingázókra is, akik az iskolakezdéssel egy időpontban kezdenek a munkahelyükön. A többi csatlakozással sem volt tökéletes, Pápán és Csornán is egyaránt előfordult, hogy az alapviszonylatok (Celldömölk-Győr, illetve Sopron-Győr) 10-12 perccel a Bzmotok érkezése előtt már elhagyták az állomást.
Komoly gondot okozott a busz és a vonat között a tarifális átjárhatóság hiánya. A vasúti jegyekkel nem lehetett igénybe venni a pápai helyi járatokat, sem pedig a vonathoz (egyébként meglehetősen ritkán) csatlakozó buszjáratokat. A közös tarifa hiánya miatt ráadásul azok is kénytelenek voltak mindig a buszt választani, akiknek a vonat délutáni indulási időpontja megfelelőbb lett volna.
Valószínűleg sok embert elriasztott a vasúttól az állomások kritikán aluli állapota is. Az utolsó években az összes állomást szétverték a vandálok, csupán a MÁV által ráccsal lezárt néhány helyiség maradt épségben.
A józan ész szabályai szerint a vasútvonal helyzetén úgy kellene javítani, hogy a fent említett problémákat orvosolják, azonban helyette barbár módon a Gyurcsány-kormány bezáratta 2007-ben a vonalat.

## Kísérletek a vasúti közlekedés újraindítása érdekében
2007. március 4-ét követően a személyszállítási feladatokat a helyi Volán-társaságok vették át. Az állami elvárásoknak megfelelően a szolgáltatók olyan buszjáratot szerveztek, amely a vonal menti összes települést érintette. A kudarc borítékolható volt, hiszen a településeket összekötő utak előnytelen vonalvezetése miatt a busz csak mintegy 64 kilométeres kerülővel (a vasútvonal hossza mindössze 37 kilométer!) és igen magas menetidővel tudta csak teljesíteni a Pápa-Csorna közti távolságot. A buszjárat kihasználtsága még a vonatokét is alulmúlta, így azt 2007 nyarán lényegében meg is szüntették, csak napi 1 pár busz maradt a viszonylatból.
A környék lakossága a közösségi közlekedés jelenlegi színvonalával nincs megelégedve. A buszjáratok többsége ugyanis hasonló rendszerű, mint a vonat helyett indított viszonylat: igyekszik egy vonalra a lehető legtöbb települést felfűzni. Ez ugyan mindenki számára garantálja a közvetlen pápai és csornai eljutás lehetőségét, azonban a falvak többsége számára az elvárhatónál jóval nagyobb menetidővel és tarifával. Jellemző példa a vasútvonal menti legnagyobb település, Szany esete. Innen Csornára mindössze napi 3 alkalommal lehet eljutni a lehető legrövidebb idő (25 perc) alatt, a többi busz 40-50, de van, amelyik majdnem 70 percig megy.
A környékbeli önkormányzatok szeretnék elérni, hogy a községeket a jövőben alacsony menetidővel közlekedő, kevés helyen megálló és egyszerű vonalvezetésű gerincjáratok szolgálják ki. A szanyi önkormányzat kérésére a közelmúltban tanulmány is készült, mely megállapította, hogy a gerincjárati funkció betöltésére a vasút lenne mégis a legalkalmasabb.

## Egy esetleges vasúti gerincjárat előnyei és hátrányai
Az említett tanulmány a vonal üzemeltetését térségi vasútként javasolja, mivel így az önkormányzatoknak nem kell pályahasználati díjat fizetni. A dolgozat szerint a vasút a következő előnyökkel és hátrányokkal bír:

### Előnyök
- A mai buszjáratoknál jobb menetidők, tarifák
- Lényegesen jobb Győr-irányú kapcsolat
- Kerékpárszállítás/tárolás lehetősége (ingyenesen)
- Térségi vasúti üzemeltetés esetén a teherforgalom bevételének jelentős része az önkormányzatokat illeti

### Hátrányok
- Térségi vasúti üzemeltetés esetén költeni kell a pálya karbantartására
- A vonatok nem a települések központjában állnak meg

## A pápai közúti vasút
A vasút számára hátrányt jelent, hogy Pápán az állomás nem a központban helyezkedik el. A vonal újraindításával kapcsolatos viták során ezért felmerült, hogy célszerű volna a vasútállomást és a belvárost egy olyan közúti vasúttal összekötni, melyet a környező vonalakról érkező szerelvények is használhatnak. Mivel a vasútállomás és a Nagytemplom között rész viszonylag gyéren beépített, illetve a tervezett szakasz jelentős része egy iparvágány felhasználásával épülne meg, ezért az építés különösebb fizikai akadályba nem ütközne. Jelentősen megnöveli a költségeket azonban az, hogy a projekt megvalósulása esetén új járműveket kellene beszerezni, melyek a közúti vasúti és a nagyvasúti előírásoknak is megfelelnek (elsősorban a sínfék megléte a fontos). A közúti vasút létesítése csak a 14-es vonal miatt valószínűleg nem érné meg, ám ha a többi környékbeli vasútvonalat is be lehetne vonni a rendszerbe (13-as, 10-es vonal) akkor már vélhetően más volna a helyzet.